# Witte Paal

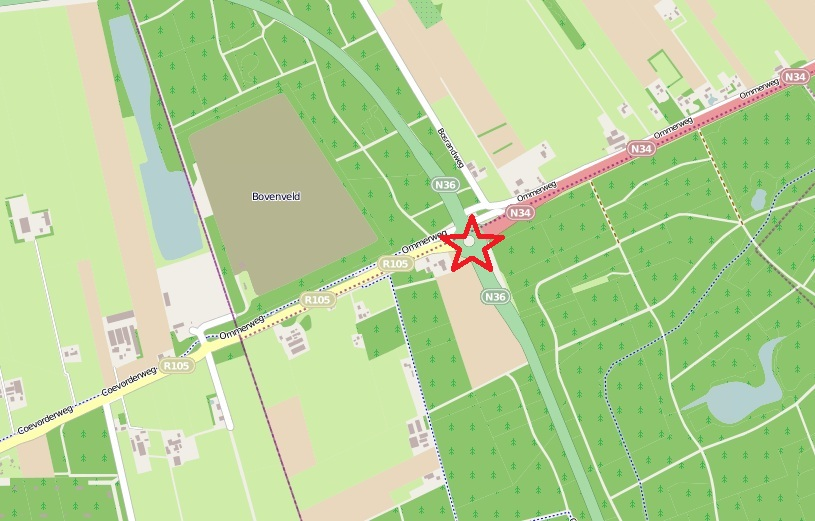
Locatie van de Witte Paal op de kruising van N34 en N36

De Witte Paal is het knooppunt, of liever de grenspaal op die plek, van de Nederlandse wegen N34 en N36, tussen Ommen en Hardenberg in de plaats Rheezerveen.
Tot 2010 was dit een T-splitsing, het was het eindpunt van de N36. In 2010 is de N36  doorgetrokken naar de N48. Daarna is het westelijke deel van de N34 door Ommen afgewaardeerd naar de R105.

## Geschiedenis en naam
De naam van het knooppunt is te danken aan de historische grenspaal die de Hessenweg markeerde die daar vroeger liep. Bij een aanpassing van de kruising in het verleden was de paal naar achteren gezet, voorbij het fietspad ten noorden van de N34, waardoor hij vanaf de rijbaan niet meer opviel. In mei 2010 kwam bij een nieuwe reconstructie van de weg op die plek een rotonde en de paal werd in het midden daarvan geplaatst.
De paal is bij veel automobilisten in Twente bekend. De N36 wordt nogal eens de Weg naar de Witte Paal genoemd.

## Omgeving
De kruising ligt in Boswachterij Hardenberg van Staatsbosbeheer aan de rand van de buurtschap Rheezerveen. Ten noorden van de kruising is in de jaren tachtig de vuilstortplaats Bovenveld aangelegd.

## Wegen
| Aansluitende wegen        | Aansluitende wegen | Aansluitende wegen | Aansluitende wegen | Aansluitende wegen  |
| ------------------------- | ------------------ | ------------------ | ------------------ | ------------------- |
| richting Hoogeveen/Zwolle |                    |                    |                    | richting Hardenberg |
|                           |                    |                    |                    |                     |
|                           |                    |                    |                    |                     |
|                           |                    |                    |                    |                     |
| r105 richting Stegeren    |                    |                    |                    | richting Almelo     |